# Wahlenbergia candolleana
Wahlenbergia candolleana är en klockväxtart som först beskrevs av William Philip Hiern, och fick sitt nu gällande namn av Mats Thulin. Wahlenbergia candolleana ingår i släktet Wahlenbergia och familjen klockväxter.
Artens utbredningsområde är Angola. Inga underarter finns listade i Catalogue of Life.